# Нічна тераса кафе
«Нічна тераса кафе» (нід. Caféterras bij nacht) — картина нідерландського художника Вінсента ван Гога, написана навесні 1888 року в Арлі.

## Історія
Для творчості Ван Гога дана картина є унікальною. Вінсенту ван Гогу була чужа буденність, і в цій картині він її майстерно долає. Як він потім написав своєму братові: «Ніч набагато жвавіша і багатша фарбами, ніж день». Цікавою особливістю є те, що при написанні картини художник не використав ані грама чорної фарби, і тим не менше, йому вдалося майстерно зобразити нічне небо і незвичайне сяйво зірок. У композиції картини дослідники вбачають вплив роботи Луї Анкетена «Авеню де Кліші ввечері».
Основною рисою Арльського періоду є використання у великій кількості жовтої фарби, яка переважає в палітрі в таких насичених і яскравих тонах, як в полотнах «Соняшники», — колір набуває особливого сяйва, ніби вириваючись з глибини зображення.